# Lawrence Summers
Lawrence Summers (ur. 30 listopada 1954 w New Haven w stanie Connecticut) – amerykański ekonomista i polityk, profesor ekonomii na Uniwersytecie Harvarda i były rektor tej uczelni.
Urodził się w rodzinie żydowskiej, jego ojcem był  Robert Summers (który zmienił nazwisko z Samuelson) a matką Anita Summers. Oboje rodzice byli profesorami ekonomii na University of Pennsylvania. W wieku 28 lat, jako jeden z najmłodszych w historii został profesorem ekonomii Uniwersytetu Harvarda.
W latach 1991–1993 był głównym ekonomistą Banku Światowego.
W latach 1999–2001 pełnił funkcję sekretarza skarbu Stanów Zjednoczonych w gabinecie prezydenta Billa Clintona.
W roku 1993 otrzymał John Bates Clark Medal.